# Karl Gustaf Staaf
Karl Gustaf Staaf (Estocolmo, Suecia, 6 de abril de 1881 - Motala, Suecia, 15 de febrero de 1953) fue un atleta y practicante de tira y afloja sueco. Participó en los Juegos Olímpicos de París 1900.
Terminó séptimo en la competencia salto con pértiga y el quinto en el evento de lanzamiento de martillo. Participó en triple salto y en triple salto sin impulso, aunque sus resultados exactos son desconocidos.
También participó en la tira y afloja en el equipo danés-sueco que ganó la medalla de oro contra Francia. Estas fueron las primeras medallas de oro olímpicas para Suecia.